# Método de Cardano

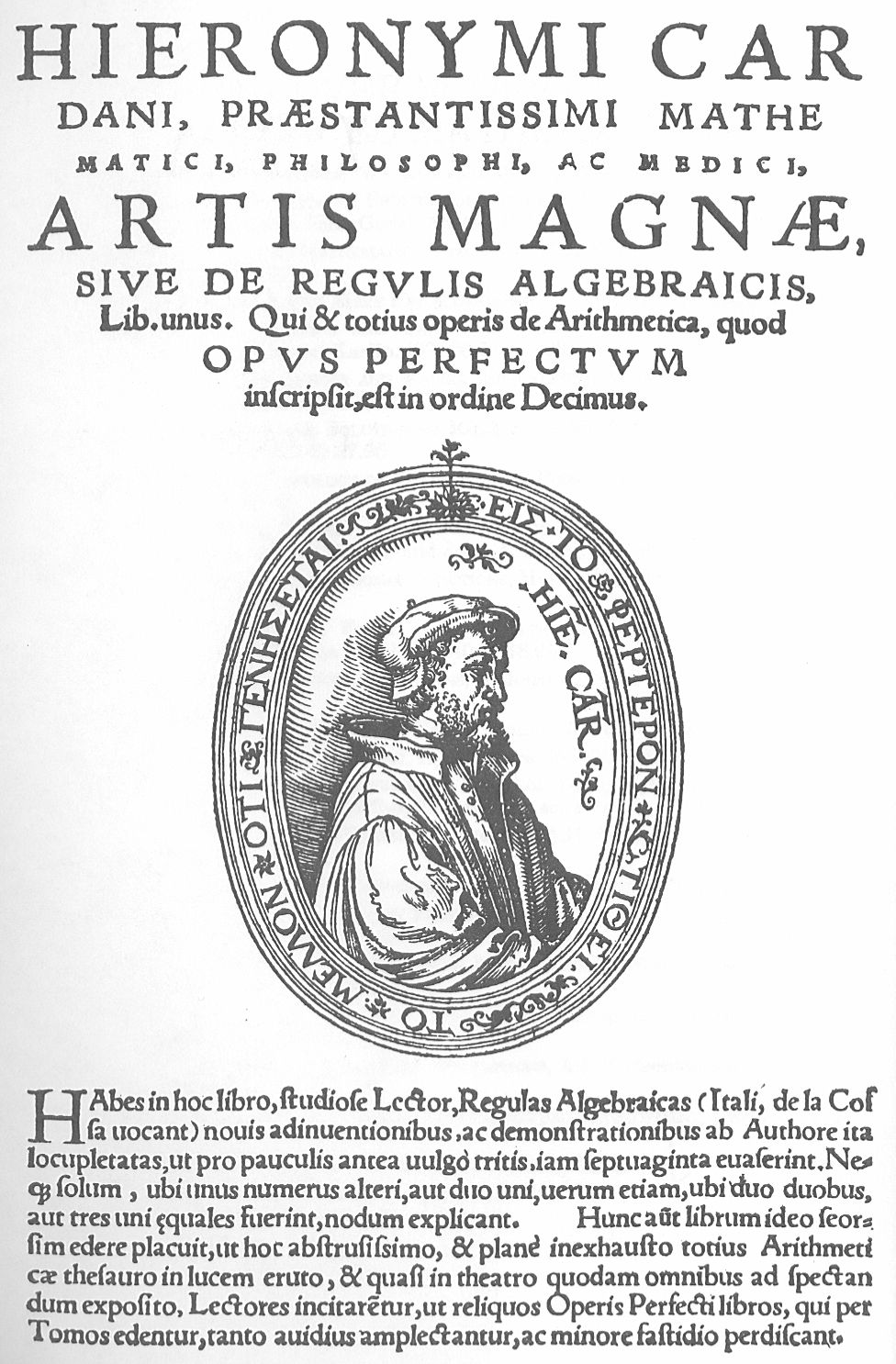
Portada del Ars Magna de Cardano.

El método de Cardano es un método algebraico destinado para resolver analíticamente cualquier ecuación cúbica y que apareció por primera vez en el libro Ars Magna en 1545 publicado por el matemático italiano Gerolamo Cardano (1501-1576), aunque se dice que fue desarrollado originalmente por los matemáticos italianos Scipione del Ferro (1465-1526) y Niccolò Fontana (1500-1557), este último apodado Tartaglia (que significa tartamudo o sordo mudo).

## Historia del método

### Escarceos
Los primeros esfuerzos de resolver una ecuación cúbica fueron hechos en la Antigüedad clásica. El problema de Delfos o de la duplicación del cubo y la trisección del ángulo implican empleo de ecuaciones cúbicas. Los matemáticos de los países islámicos plantearon la posible solución, y acopiaron harto contenido que fue sistematizado por Omar Khayyam. La imposibilidad de resolver los citados problemas de Delfos y la trisección, solo con compás y regla, fue demostrada en 1837 por el matemático francés Pierre Wantzel.

### Renacimiento
En 1535, Niccolò Fontana Tartaglia regentando la cátedra de matemática en Verona gana una brillante victoria en una competencia pública de matemática a Antonio Maria del Fiore. El tema de la competencia era la solución de la ecuación de tercer grado, no pudieron los árabes, los indios ni los griegos (de hecho, Omar Khayyam si la había resuelto pero con métodos puramente geométricos muy poco prácticos desde el punto de vista del cálculo). Fiore sabía cómo resolver la ecuación cúbica de la forma
{\displaystyle x^{3}+px+q=0\,}
Las fórmulas de solución las recibió de Scipione del Ferro como un secreto. Pero Tartaglia aún antes en 1530 había hallado la solución de un caso particular. El duelo se fijó para el 22 de febrero de 1535. Intercambiaron sendos 30 problemas mutuamente, para ser resueltos en 50 días. Tartaglia, quien obtuvo la fórmula de solución el 12 de febrero de 1535, resolvió los treinta problemas en dos horas, mientras Fiore no resolvió ni uno en los cincuenta días.

### Personajes y fórmulas
La primera solución de uno de los casos  {\displaystyle x^{3}+ax=b} fue obtenida por el matemático Del Ferro, docente de la universidad de Bolonia.
Tartaglia en 1535 volvió a descubrir el método de las soluciones de las ecuaciones tipo ferroliano y creó la regla para solucionar otra forma de las cúbicas.
En 1539, el polémico científico italiano, Gerolamo Cardano, solicitó a Tartaglia mostrarle la fórmula y prometió no publicar jamás. Pero seis años después, en 1545 Cardano publicó la fórmula resolutoria en su obra Ars magna sive de regulis algebraicis, citando a Tartaglia como autor, provocando reclamos del creador y desencuentros con el publicador arbitrario, haciendo que Tartaglia y Cardano se volvieran enemigos acérrimos.

### Posteriormente
La solución trigonométrica en el casus irreduciblis, fue publicada por primera vez por el matemático francés, François Viète en la obra Supplementum regulis algebraicis.
La denominación de ecuación cúbica se constata en los textos de René Descartes en 1619 y de William Oughtred en 1631. Descartes e Isaac Newton, cocreador del cálculo infinitesimal, aconsejaron el uso de la forma canónica, es decir, todos los términos en el primer miembro de la ecuación.
El matemático italiano Joseph-Louis Lagrange empezó el uso de las notaciones para las tres raíces de la ecuación cúbica: {\displaystyle x_{1},x_{2},x_{3}}.

## Estrategia general del método
La ecuación general de tercer grado
{\displaystyle ax^{3}+bx^{2}+cx+d=0}
con números reales {\displaystyle a,b,c,d}, y {\displaystyle a\neq 0}, se puede convertir en la forma normal dividiendo por {\displaystyle a} y acomodando términos, con lo que queda:
{\displaystyle x^{3}+{\frac {b}{a}}x^{2}+{\frac {c}{a}}x+{\frac {d}{a}}=0}
Trasladando el 0 de la función al punto de inflexión,(derivada segunda igual a 0 ), se elimina de la forma normal el término cuadrático y se obtiene la forma reducida:
{\displaystyle f(x)=ax^{3}+bx^{2}+cx+d\Longrightarrow f'(x)=3ax^{2}+2bx+c\Longrightarrow f''(x)=2\cdot 3ax+2b}
{\displaystyle f''(x)=0\Rightarrow 2\cdot 3ax+2b=0\Rightarrow x=-{\frac {b}{3a}}\Rightarrow x=z-{\frac {b}{3a}}}{\displaystyle \Rightarrow z^{3}+pz+q=0\,}
en la cual su componente lineal y su término independiente están definidos por:
{\displaystyle p={\frac {c}{a}}-{\frac {b^{2}}{3a^{2}}}={\frac {3ac-b^{2}}{3a^{2}}}}
{\displaystyle q={\frac {2b^{3}}{27a^{3}}}-{\frac {bc}{3a^{2}}}+{\frac {d}{a}}={\frac {2b^{3}-9abc+27a^{2}d}{27a^{3}}}}
La ecuación cúbica reducida es la que se utiliza entonces para resolver a través del método de Cardano, y deshaciendo la sustitución inicial {\displaystyle x=z-{\tfrac {b}{3a}}}, se obtienen las soluciones de la ecuación original.

### Resolución
Partiendo de la ecuación cúbica reducida:
{\displaystyle z^{3}+pz+q=0\,},
realícese una sustitución del tipo {\displaystyle z=u+v}. Entonces obtenemos lo siguiente:
{\displaystyle z^{3}=\left(u+v\right)^{3}=u^{3}+3uv\left(u+v\right)+v^{3}=3uvz+u^{3}+v^{3}.}
Para hacer la equivalencia de coeficientes con la ecuación de partida, tómense estos como ecuaciones del sistema
{\displaystyle {\begin{cases}-p=3uv\\-q=u^{3}+v^{3}\end{cases}}}
cuyo sistema equivalente es:
{\displaystyle {\begin{cases}u^{3}+v^{3}=-q\\u^{3}v^{3}=-{\frac {p^{3}}{27}}\end{cases}}}
Llegado a este punto y utilizando las relaciones de Cardano-Vieta, {\displaystyle u^{3}} y {\displaystyle v^{3}} son las soluciones de la ecuación de segundo grado resolvente
{\displaystyle z^{2}+qz-{\frac {p^{3}}{27}}=0.}
De esta manera, se calcula, de la ecuación cúbica sin término cuadrático, el discriminante {\displaystyle \Delta =q^{2}+{\frac {4p^{3}}{27}}\,} y se estudia su signo. Dependiendo si el discriminante es positivo, negativo o igual a cero, se obtendrán unas soluciones u otras. Por lo tanto, esto se considerará bajo los siguientes tres casos:

#### Casos del valor del discriminante

##### Caso #1: El discriminanteΔ{\displaystyle \Delta }es positivo
La ecuación posee entonces una solución real y dos complejas. Si se establece que
{\displaystyle u={\sqrt[{3}]{\frac {-q+{\sqrt {\Delta }}}{2}}}\quad {\mbox{y}}\quad v={\sqrt[{3}]{\frac {-q-{\sqrt {\Delta }}}{2}}}.}
La única solución real es entonces {\displaystyle z_{1}=u+v} (deshaciendo el cambio de variable). Además, existen dos soluciones complejas conjugadas :
{\displaystyle {\begin{cases}z_{2}=\omega u+\omega ^{2}v\\z_{3}=\omega ^{2}u+\omega v\end{cases}}\qquad \mathrm {donde} \qquad {\begin{cases}\omega =-{\frac {1}{2}}+{\frac {\sqrt {3}}{2}}i=e^{i{\frac {2\pi }{3}}}\\\omega ^{2}=-{\frac {1}{2}}-{\frac {\sqrt {3}}{2}}i=e^{i{\frac {4\pi }{3}}},\end{cases}}}
donde si hacemos algunas operaciones, obtenemos una forma auxiliar simplificada de representación de las dos raíces complejas conjugadas, mostradas de la siguiente manera:
{\displaystyle {\begin{cases}z_{2}=\left[-{\frac {1}{2}}(u+v)\right]+\left[{\frac {\sqrt {3}}{2}}(u-v)\right]i\\z_{3}=\left[-{\frac {1}{2}}(u+v)\right]-\left[{{\frac {\sqrt {3}}{2}}(u-v)}\right]i\end{cases}}}

##### Caso #2: El discriminanteΔ{\displaystyle \Delta }es igual a cero
Si {\displaystyle p} y {\displaystyle q} son cero, la ecuación posee una única solución real (triple): {\displaystyle z_{1,2,3}=0}. En caso contrario, posee entonces dos soluciones reales, una simple y una doble :
{\displaystyle {\begin{cases}z_{1}=2{\sqrt[{3}]{\frac {-q}{2}}}=-2{\sqrt {\frac {-p}{3}}}={\frac {3q}{p}}\\z_{2}=z_{3}=-{\sqrt[{3}]{\frac {-q}{2}}}={\sqrt {\frac {-p}{3}}}={\frac {-3q}{2p}}\end{cases}}}

##### Caso #3: El discriminanteΔ{\displaystyle \Delta }es negativo
La ecuación posee entonces tres soluciones reales. Sin embargo, es necesario hacer una incursión en los números complejos para encontrar todas las soluciones. Las soluciones son la suma de dos números complejos {\displaystyle \omega _{k}u\,} y {\displaystyle \omega _{k}^{2}v\,} donde {\displaystyle u={\sqrt[{3}]{\frac {-q+i{\sqrt {|\Delta |}}}{2}}}} y {\displaystyle v={\sqrt[{3}]{\frac {-q-i{\sqrt {|\Delta |}}}{2}}}} para {\displaystyle k={0,1,2}\,}, mostradas así:
Sea {\displaystyle z_{k+1}=\omega _{k}u+\omega _{k}^{2}v}, para {\displaystyle k={0,1,2}\,}:
{\displaystyle {\begin{cases}z_{1}=\omega _{0}u+\omega _{0}^{2}v\\z_{2}=\omega _{1}u+\omega _{1}^{2}v\\z_{3}=\omega _{2}u+\omega _{2}^{2}v\end{cases}}}
donde {\displaystyle \omega _{0}}, {\displaystyle \omega _{1}} y {\displaystyle \omega _{2}} indican las raíces cúbicas primitivas de la unidad (obtenidas a partir de la ecuación {\displaystyle x^{3}=1}):
{\displaystyle {\begin{cases}\omega _{0}=1\\\omega _{1}=-{\frac {1}{2}}+{\frac {\sqrt {3}}{2}}i=\omega _{2}^{2}\\\omega _{2}=-{\frac {1}{2}}-{\frac {\sqrt {3}}{2}}i=\omega _{1}^{2}\end{cases}}}
La forma real de las soluciones se obtiene escribiendo {\displaystyle \omega _{k}u} y {\displaystyle \omega _{k}^{2}v} en forma trigonométrica, obteniéndose cada solución a partir de la fórmula de De Moivre: 
{\displaystyle z_{k+1}=2{\sqrt {\frac {-p}{3}}}\cos {\left({\frac {\theta +2k\pi }{3}}\right)}\qquad \mathrm {para} \qquad k={0,1,2}\qquad \mathrm {donde} \qquad \theta =\arccos {\left({\frac {3q}{2p}}{\sqrt {\frac {-3}{p}}}\right)}}
Entonces, las tres soluciones reales quedarían definidas para {\displaystyle k=0,1,2} de la siguiente manera:
{\displaystyle {\begin{cases}z_{1}=2{\sqrt {\frac {-p}{3}}}\cos {\left({\frac {\theta }{3}}\right)}\\z_{2}=2{\sqrt {\frac {-p}{3}}}\cos {\left({\frac {\theta +2\pi }{3}}\right)}\\z_{3}=2{\sqrt {\frac {-p}{3}}}\cos {\left({\frac {\theta +4\pi }{3}}\right)}\end{cases}}}

### Resolución final de la ecuación cúbica original
Finalizamos la resolución de la ecuación cúbica original utilizando la siguiente fórmula (conociendo {\displaystyle z_{1},z_{2},z_{3}}):
{\displaystyle x_{n}=z_{n}-{\frac {b}{3a}}\qquad \mathrm {donde} \qquad n=1,2,3}
Así, obtenemos las soluciones de la ecuación cúbica general que se estaban buscando de forma respectiva. Por otro lado, utilizando las relaciones de Cardano-Vieta (es decir, haciendo las sumas y productos de las raíces de la ecuación cúbica original), obtendremos las componentes cuadrática, lineal y el término independiente:
{\displaystyle {\begin{cases}x_{1}+x_{2}+x_{3}=-{\frac {b}{a}}\\x_{1}x_{2}+x_{1}x_{3}+x_{2}x_{3}={\frac {c}{a}}\\x_{1}x_{2}x_{3}=-{\frac {d}{a}}\end{cases}}}
Entonces, al haber hallado las soluciones de la ecuación cúbica reducida, podemos hacer uso de la fórmula de la transformación de Tschirnhaus aplicada a la ecuación cúbica original previamente, dependiendo del caso del valor del discriminante respectivamente:
a) Para  {\displaystyle \Delta >0}
{\displaystyle {\begin{cases}x_{1}=u+v-{\frac {b}{3a}}\\x_{2}=\omega u+\omega ^{2}v-{\frac {b}{3a}}=\left[-{\frac {1}{2}}(u+v)-{\frac {b}{3a}}\right]+\left[{\frac {\sqrt {3}}{2}}(u-v)\right]i\\x_{3}=\omega ^{2}u+\omega v-{\frac {b}{3a}}=\left[-{\frac {1}{2}}(u+v)-{\frac {b}{3a}}\right]-\left[{\frac {\sqrt {3}}{2}}(u-v)\right]i\end{cases}}}
b) Para {\displaystyle \Delta =0}
{\displaystyle {\begin{cases}x_{1}=2{\sqrt[{3}]{-{\frac {q}{2}}}}-{\frac {b}{3a}}\\x_{2}=x_{3}=-{\sqrt[{3}]{-{\frac {q}{2}}}}-{\frac {b}{3a}}\end{cases}}}
c) Para {\displaystyle \Delta <0}
{\displaystyle {\begin{cases}x_{1}=2{\sqrt {\frac {-p}{3}}}\cos {\left({\frac {\theta }{3}}\right)}-{\frac {b}{3a}}\\x_{2}=2{\sqrt {\frac {-p}{3}}}\cos {\left({\frac {\theta +2\pi }{3}}\right)}-{\frac {b}{3a}}\\x_{3}=2{\sqrt {\frac {-p}{3}}}\cos {\left({\frac {\theta +4\pi }{3}}\right)}-{\frac {b}{3a}}\end{cases}}}

## Aplicaciones del método de Cardano
El método de Cardano sirve para resolver cualquier ecuación cúbica que se presente en cualquier área de las ciencias como, por ejemplo, para resolver las ecuaciones cúbicas de estado que aparecen en la termodinámica y la fisicoquímica, donde las tres raíces son válidas matemáticamente, pero solo dos de ellas son válidas físicamente, pues la de menor magnitud, si es que se ha desarrollado la ecuación cúbica en el volumen molar, representa el volumen molar de líquido, mientras que la mayor representa el volumen molar de vapor y la raíz intermedia en magnitud no tiene significado físico. Las mismas interpretaciones se hacen si las ecuaciones se desarrollan cúbicas en el factor de compresibilidad, denotado como Z.